# Nicolas Finet
 (décembre 2021).
Pour les articles homonymes, voir Finet.
Nicolas Finet (né le 24 juillet 1959) est un écrivain, éditeur, consultant, journaliste et conférencier français.
Il valorise aujourd’hui, à travers ces différentes activités, sa connaissance approfondie des cultures asiatiques contemporaines ainsi que son compagnonnage de longue date avec la bande dessinée.

## Biographie
Nicolas Finet commence son parcours professionnel dans la presse écrite, au tout début des années 1980. Formé dans la presse quotidienne (La Presse de la Manche, France-Soir), il choisit très tôt de travailler comme reporter indépendant. Un choix qui le conduit à nourrir de très nombreuses collaborations, sans spécialité initiale, mais avec une forte prédilection pour certains sujets comme l’actualité culturelle, l’image sous toutes ses formes et l’Extrême-Orient.
Au fil de quelque vingt ans de journalisme, il voyage ainsi dans près d’une soixantaine de pays et voit ses enquêtes, reportages et entretiens publiés par plus d’une centaine de titres : Les Échos, Télérama, Les Nouvelles littéraires, (À suivre), 20 ans, L'Express, L'Usine nouvelle, Le Nouvel Économiste, GEO, Ça m'intéresse, CFDT Magazine, Grands Reportages, CB News, Le Monde, VSD, BàT, Voyager Magazine, Télé Star, Rock, Challenges, Voyages d’Affaires, etc..
Cette trajectoire éclectique l’amène aussi à expérimenter diverses fonctions éditoriales. Il est notamment rédacteur en chef du mensuel Max dès 1989, fonde la même année Angoulême, Le magazine, revue officielle du Festival international de la bande dessinée d'Angoulême, et sera en 1995 conseiller éditorial et chef d’édition de Lettre d’Europe, bimensuel culturel de la présidence française de l’Union européenne. Il fait également, en marge de la presse écrite, l’expérience d’autres médias, comme la télévision (il y officie une saison durant comme coordinateur éditorial) et l’Internet, où, à partir de 1999, il conçoit et coordonne un site juridique, signe pendant deux ans des chroniques littéraires et participe aux enquêtes en Asie d’un site[Lequel ?] dédié au tourisme.
En 1995, Nicolas Finet fonde N2 The Emerging Side, une agence d’information spécialisée dans la couverture de l’Asie orientale, qui fournit des contenus éditoriaux originaux et exclusifs (études, enquêtes, livres, reportages, photographies, etc.) à une clientèle de médias, d’éditeurs, d’institutions et d’entreprises.
Au cours des années 2000, Nicolas Finet fait, à travers de nouvelles activités, la synthèse de sa connaissance de l’Asie et de son expertise de la bande dessinée. Il est chargé de mission Asie pour le compte du Festival international de la bande dessinée d'Angoulême, initie des traductions de bandes dessinées coréennes et chinoises chez plusieurs éditeurs francophones, anime des conférences et des rencontres sur la bande dessinée à Séoul et Paris, et assure avec Benoît Mouchart le commissariat du premier volet de l’Exposition universelle de la bande dessinée présentée en janvier 2007 au Festival d’Angoulême.
Nicolas Finet a participé à une demi-douzaine d’ouvrages collectifs, développé les scénarios de deux albums de bande dessinée et signé trois guides de voyage, deux monographies d’artistes, un album-mémorial — (À Suivre) 1978-1997 – Une aventure en bandes dessinées — et un recueil de récits de voyage en Asie, Le puéril jaune.
En 2008, il est le directeur d’ouvrage et l’un des principaux auteurs du DicoManga, premier dictionnaire encyclopédique de la bande dessinée japonaise, publié chez Fleurus, et crée au sein de l'École européenne supérieure de l'image (EESI) d'Angoulême un module de conférence consacré à l'histoire de la narration graphique japonaise.
En 2009, Nicolas Finet est commissaire de deux expositions : l'exposition consacrée à la maison d'édition coréenne Sai Comics au 36e Festival international de la bande dessinée d'Angoulême et l'exposition Chine II présentée par le 16e festival BD à Bastia. Il réalise également la postface de la bande dessinée d'Ari Folman et David Polonsky inspirée de leur film Valse avec Bachir et signe les textes du livre Secrets Défense, d'après les peintures de Michelle Auboiron.
En 2010, après avoir été l'un des commissaires de l'exposition collective que le Festival d'Angoulême consacre à la bande dessinée russe, Nicolas Finet préface l'anthologie inachevée de Kazuhiko Miyaya L'Éveil et participe, en tant que consultant sur la Chine, à l'exposition Cent pour cent bande dessinée présentée à la Cité internationale de la bande dessinée et de l'image, dont il rédige les notices consacrées à la Chine, à la Corée et au Japon.
En avril 2010, à l'occasion de la sortie au cinéma du film de Luc Besson Les Aventures extraordinaires d'Adèle Blanc-Sec, il signe par ailleurs avec Tardi Le Livre d'Adèle, évocation et portrait de sa célèbre héroïne.
En 2011, il est l'un des principaux contributeurs de l'ouvrage collectif 1001 Comics You Must Read Before You Die, publié en Grande-Bretagne par Cassell Illustrated, et l'année suivante assure la coordination de l'édition française de cet ouvrage, publié chez Flammarion sous le titre Les 1001 BD qu'il faut avoir lues dans sa vie.
À l'occasion du Festival d'Angoulême 2014, Nicolas Finet se trouve au centre d'une polémique à la suite de la participation d'un groupe révisionniste japonais niant l'enrôlement forcé des femmes de réconfort dans l'armée impériale. Il est en effet accusé d'avoir retiré de force l'exposition de ce groupe, suscitant l'indignation des milieux conservateurs japonais, y compris au sein du parti et du cabinet du premier ministre Shinzō Abe.

## Livres
- Les 1001 BD qu'il faut avoir lues dans sa vie (collectif, coordination générale, Flammarion, 2012)
- 1001 Comics You Must Read Before You Die (collectif, Cassell Illustrated, Londres, 2011)
- Le Livre d'Adèle (cosigné avec Jacques Tardi, Casterman, 2010)
- Cent pour cent bande dessinée (collectif, La Cité internationale de la bande dessinée et de l'image, Paris bibliothèques, 2010)
- L'Éveil, préface à l'anthologie inachevée de Kazuhiko Miyaya (Vertige Graphic, 2010)
- No Art - Acmé, catalogue d'exposition (Galerie Olivier Waltman, 2009)
- Secrets Défense, sur des peintures de Michelle Auboiron (Éditions des Glous, 2009)
- Rageman - Archivage 1990 2008 (collectif, auto-édition, 2008)
- DicoManga – Le dictionnaire encyclopédique de la bande dessinée japonaise[3] (direction d’ouvrage, collectif, Fleurus, 2008)
- Voyages sur les routes du monde – La route de Gengis Khan (collectif, Géo / Solar, novembre 2006)
- Comès (Éditions Casterman, octobre 2006)
- In the Mood with Shanghai Charlie, préface à l’album de photos Brut de Shanghai de Charles Guy (Éditions des Glous, mai 2006)
- No Art – Dix ans de tôle (monographie, N2 Publishing / Art dans la ville, mars 2006)
- Le puéril jaune - Carnets d'un blanc-bec en Extrême-orient (édité à compte d’auteur, tirage hors commerce limité à 500 ex., janvier 2006)
- Fleuves du monde – Le Yangzi Jiang, L’Irrawaddy (collectif, Géo / Solar, 2004)
- (À Suivre) 1978 – 1997 Une aventure en bandes dessinées (Casterman, 2004)
- Montagnes du monde – Le Fuji San, Les Huangshan (collectif, Géo / Solar, 2003)
- Guide Mondeos : Cambodge et Laos (2001)
- Guide Mondeos : New York (2000)
- Maitres de la bande dessinée européenne – François Schuiten, Moebius, Sydney Jordan, Philippe Druillet, Enki Bilal : les maîtres des autres mondes (collectif, Bibliothèque Nationale de France / Éditions du Seuil, 2000)
- Guide Mondeos : États-Unis Ouest (1999)
- Les Grandes Séries américaines de 1970 à nos jours (collectif, Éditions Huitième Art, 1996)
- Les Grandes Séries britanniques (collectif, Éditions Huitième Art, 1994)
- Amicalement vôtre (collectif, Éditions Huitième Art, 1992)
- Mémoire Vierge — Le chant des Autres (dessin Corriger, Delcourt, 1991)
- Dan Star contre l'univers (dessin Corriger, Sorg, 1987).